# Hans Van Alphen
Pour les articles homonymes, voir Alphen.
Hans Van Alphen (né le 12 janvier 1982 à Turnhout) est un athlète belge, spécialiste du décathlon.

## Biographie
En 2007, il devient le premier belge à dépasser les 8 000 points en se classant deuxième des Universiades d'été (8 047 points). Il termine 11e en 8 034 points des Championnats du monde d'Osaka. Il ne termine pas son concours lors des Jeux olympiques 2008.
Avant les championnats d'Europe de Barcelone 2010, il avait une meilleure performance à 8 070 points. Il s'améliore encore de deux points pour atteindre 8 072 points (PB) et la 5e place des Championnats d'Europe d'athlétisme 2010 à Barcelone.
En 2011, lors du TNT-Fortuna Meeting à Kladno, il porte son record au javelot à 66,21 m et remonte quatre places dans le 1 500 m final afin de rester derrière Leonel Suárez en réalisant un record personnel de 8 120 points. Il remporte le Décastar 2011 de Talence avec 8 200 points exactement, son record personnel.
Malgré un très bon total de 8 120 points réussi à Kladno et avoir atteint 8 045 points à Götzis, il ne réussit pas à se qualifier pour les championnats du monde de Daegu contraint par les circonstances de réussir un total supérieur à 8 157 points pour se qualifier après que le champion d’Europe espoirs Thomas Van der Plaetsen, eut signé 8 157 points à Ostrava, nouveau record de Belgique.
Hans Van Alphen remporte en mai 2012 le Meeting de Götzis, devant le Néerlandais Eelco Sintnicolaas et l'Allemand Pascal Behrenbruch. Il établit à cette occasion un nouveau record de Belgique ainsi que la meilleure performance mondiale de l'année avec 8 519 points. Il améliore ses meilleures performances dans cinq épreuves : sur 100 m avec 10 s 96, sur 110 m haies avec 14 s 55, au saut en hauteur avec 2,06 m, au saut à la perche avec 4,96 m et au saut en longueur avec 7,62 m.
En 2012, il remporte le Décastar de Talence pour la seconde fois d'affilée.
Hans Van Alphen est contraint de déclarer forfait pour les championnats du monde d'athlétisme 2013 de Moscou. Opéré à la cheville début mars, celle-ci se porte bien mais il n’est pas encore totalement rétabli. Il effectue sa rentrée le 10 juillet lors du Meeting International de la Province de Liège et participe aux trois épreuves de la réunion.
Lors des championnats d'Europe à Amsterdam en 2016, il est contraint de renoncer après cinq épreuves et ne peut donc se qualifier pour les jeux olympiques de Rio. Le 27 octobre 2016, il annonce mettre un terme définitif à sa carrière.

### Palmarès
| Date | Compétition                           | Lieu                                  | Résultat | Épreuve    | Points |
| ---- | ------------------------------------- | ------------------------------------- | -------- | ---------- | ------ |
| 2007 | Championnats du monde                 | Osaka                                 | 11e      | Décathlon  | 8 034  |
| 2008 | Hypo-Meeting                          | Götzis                                | 15e      | Décathlon  | 7 634  |
| 2008 | Jeux olympiques                       | Pékin                                 | —        | Décathlon  | DNF    |
| 2010 | Hypo-Meeting                          | Götzis                                | 13e      | Décathlon  | 7 928  |
| 2010 | Championnats d'Europe                 | Barcelone                             | 5e       | Décathlon  | 8 072  |
| 2011 | Championnats d'Europe en salle        | Paris                                 | 9e       | Heptathlon | 5 938  |
| 2011 | Hypo-Meeting                          | Götzis                                | 11e      | Décathlon  | 8 045  |
| 2011 | TNT Express Meeting                   | Kladno                                | 2e       | Décathlon  | 8 120  |
| 2011 | Décastar                              | Talence                               | 1er      | Décathlon  | 8 200  |
| 2012 | Hypo-Meeting                          | Götzis                                | 1er      | Décathlon  | 8 519  |
| 2012 | Jeux olympiques                       | Londres                               | 4e       | Décathlon  | 8 447  |
| 2012 | Décastar                              | Talence                               | 1er      | Décathlon  | 8 293  |
| 2012 | Coupe du monde des épreuves combinées | Coupe du monde des épreuves combinées | 1er      | Décathlon  | 25 529 |
| 2016 | Championnats d'Europe                 | Amsterdam                             | —        | Décathlon  | DNF    |

### Championnats de Belgique
| Outdoor           | 2005 | 2006 | 2007 | 2008 | 2009 | 2010 | 2011 | 2012 | 2013 | 2014 |
| ----------------- | ---- | ---- | ---- | ---- | ---- | ---- | ---- | ---- | ---- | ---- |
| 110 m haies       | -    | -    | -    | DNF  | 2e   | 3e   | -    | DIS  | -    | -    |
| Saut en longueur  | 6e   | -    | -    | -    | 5e   | -    | -    | -    | -    | -    |
| Saut à la perche  | -    | -    | -    | -    | -    | 7e   | 5e   | -    | -    | -    |
| Lancer du poids   | -    | -    | -    | -    | -    | -    | 7e   | -    | -    | 3e   |
| Lancer du disque  | -    | -    | -    | -    | -    | -    | -    | 5e   | -    | 9e   |
| Lancer du javelot | 11e  | -    | -    | -    | -    | -    | -    | -    | -    | -    |

### Records
| Épreuve           | Performance   | Lieu           | Date              |
| ----------------- | ------------- | -------------- | ----------------- |
| 100 m             | 10 s 96       | Götzis         | 26 mai 2012       |
| Saut en longueur  | 7,64 m        | Londres        | 8 août 2012       |
| Lancer du poids   | 15,97 m       | Heusden-Zolder | 19 juillet 2014   |
| Saut en hauteur   | 2,06 m        | Götzis         | 26 mai 2012       |
| 400 m             | 48 s 25       | Bangkok        | 12 août 2007      |
| 110 m haies       | 14 s 55       | Götzis         | 27 mai 2012       |
| Lancer du disque  | 51,89 m       | Beveren        | 13 mai 2012       |
| Saut à la perche  | 4,96 m        | Götzis         | 27 mai 2012       |
| Lancer du javelot | 67,59 m       | Kessel-Lo      | 19 mai 2012       |
| 1 500 m           | 4 min 17 s 51 | Talence        | 20 septembre 2009 |
| Décathlon         | 8 519 pts     | Götzis         | 27 mai 2012       |